# チチュウカイミドリガニ
チチュウカイミドリガニ（地中海緑蟹・学名Carcinus aestuarii、英名Green crab）は、エビ目・カニ下目・ワタリガニ科に分類されるカニ。地中海を中心に分布しているが、船舶のバラスト水等により世界中に運ばれ、1817年には北米大陸に移出し、日本でも1984年に東京湾で発見されて以降、日本中の内海に定着している。日本では近縁でよく似たヨーロッパミドリガニ（C. maenas）とともに要注意外来生物に指定されている。

## 特徴

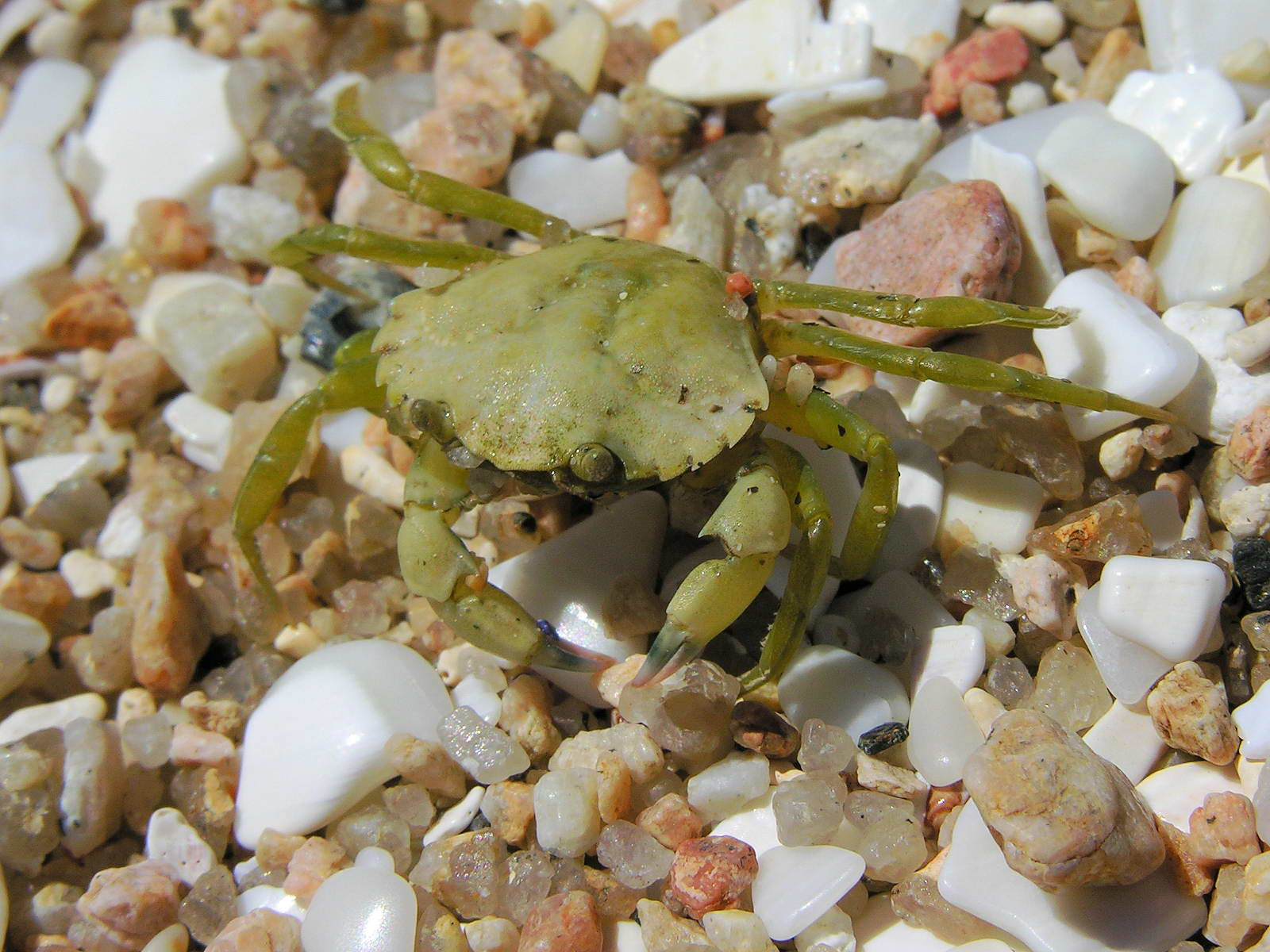
ヨーロッパミドリガニ（Carcinus maenas）

甲幅は10cmを超える比較的大型のカニで、主に内海の沿岸部の潮下帯に多く生息する。甲羅は緑色のまだら模様であり、ガザミと同じく前縁部に丸みがある。他のワタリガニ科のカニは通常、第五脚が遊泳脚であるが、本種は歩脚であることが大きな特徴である。汚染に強く、東京湾最奥部の、他のカニが少ない場所でもよく繁殖する。日本に帰化したものは、ヨーロッパミドリガニ（Carcinus maenas）との雑種の可能性がある。原産地では食用とされる。